# Ингвес, Вильхельм
Вильхельм Ингвес (фин. Wilhelm Ingves; родился 10 января 1990 года, Лемланд, Финляндия) —  финский футболист, нападающий.

## Карьера
Свой первый гол в карьере забил в матче чемпионата Финляндии 4 мая 2008 года клубу «МюПа». В конце июня того же года закрепился в основном составе «Мариехамна» и получил вызов в юношескую сборную Финляндии. В августе 2008 года получил предложение от итальянского клуба «Асколи», но остался в команде, так как хотел помочь ей сохранить прописку в высшем дивизионе. В ноябре 2008 года был на недельном просмотре в голландском «Херенвене», но переход не состоялся. В 2009 году продлил контракт с «Мариехамном» на год. А после окончания сезона 2010 продлил ещё на год. Был на просмотре в итальянском клубе «Помеция».
Болельщики «Мариехамна» прозвали Вильхельма Ингвеса «лемландским Роналдо».